# Mabar
Mabar fou el nom donat pels àrabs a la costa oriental del Dècan que a grans trets coincideix amb la costa de Coromandel (derivat de Coromandalan, regne dels Coles). La capital Tanjavur s'anomenava en àrab i persa Barr al-Suliyan (o Shuliyan). El nom mabar en àrab significa 'pas' o 'punt on es creua' suposadament per servir de base per creuar a Ceilan.